# Lene Johansen
 Der er for få eller ingen kildehenvisninger i denne artikel, hvilket er et problem. Du kan hjælpe ved at angive troværdige kilder til de påstande, som fremføres i artiklen.

Lene Johansen (født 28. juni 1962) er en dansk journalist og tv-vært, uddannet fra Danmarks Journalisthøjskole i 1988.
I 1993 kom hun til Danmarks Radio og har været vært på TV-avisen, Temalørdag på DR2, samt på Nyhedsmagasinet, Profilen og Søndagsmagasinet på DR1. 
Lene Johansen var sidst vært på nyhedsprogrammet Deadline 17.00 på DR2, men valgte at forlade DR i september 2010.
Hun underviser på Den journalistiske Efteruddannelse sammen med journalisten Palle Steffensen i et kursus som er målrettet mod professionelle tv-værter, der mangler inspiration og vejledning.
Lene Johansen har tidligere været gift med journalisten Philip Sampson, som hun har et barn med, men er i dag gift med Jørgen Ramskov, der er tidligere direktør for Radio24syv,
Hun afløste Frederikke Ingemann for DR Dagen.

## Filmografi
- Dagens Donna (1990)
- Nynne (2005)